# Mulegé

Położenie gminy Mulegé na mapie stanu Kalifornia Dolna Południowa

Mulegé – gmina w północnej części meksykańskiego stanu Kalifornia Dolna Południowa, na Półwyspie Kalifornijskim, obejmując fragment półwyspu zarówno od strony Pacyfiku jak i Zatoki Kalifornijaskiej. Jest jedną z 5 gmin w tym stanie. Siedzibą władz gminy jest miasto Santa Rosalía.  
Ludność gminy Mulegé w 2010 roku liczyła 59 114 mieszkańców, co czyni ją przeciętnej liczebności gminą w stanie Kalifornia Dolna Południowa.

## Geografia gminy
Powierzchnia gminy wynosi 12 547,3 km² i zajmując 44,91% powierzchni stanu jest największą gminą w stanie Kalifornia Dolna Południowa oraz drugą gminą pod względem wielkości spośród ponad 2400 gmin w całym Meksyku. W skład gminy wchodzi wiele wysp z których największymi są znajdujące się w Zatoce Kalifornijskiej - Isla Tortuga, Isla San Marcos, Isla Santa Inés i Isla San Ildefonso. Obszar gminy jest urozmaicony i znajdują się m.in. nizinne równiny sawannowe (Llanos), góry wulkaniczne i płaskowyże. Gminę przecina łańcuch górski La Giganta ciągnący się przez cały półwysep z najwyższym wzniesieniem na terenie gminy osiągającym 1738 m n.p.m. Większość terenu gminy pokrywają pustynie i nie ma stałych rzek.

## Klimat
Rejon należy do strefy klimatu zwrotnikowgo, podtyp suchy i pustynny. Ze względu na otoczenie oceaniczne temperatura średnioroczna wynosi 22 °C a ekstremalne nie przekraczają 34 °C i nie spadają poniżej 8 °C. Większość wiatrów wieje znad kontynentu przez co zawierają się w ćwiartce horyzontu od północno-wschodniego do południowo-wschodniego. Średnioroczne opady zawierają się w przedziale pomiędzy 100 a 150 mm.